# Kultura kalinen
Kultura kalinen – jednostka kulturowa stanowiąca prostą kontynuację kultury sangijskiej. Jest to zespół zjawisk kulturowych utożsamianych z kalienem obejmował tereny dorzeczy Konga. Inwentarz kamienny reprezentowany jest przez ciężkie narzędzia rdzeniowe obrobione bifacjalnie, tj. ostrza liściowate, piki oraz narzędzia siekierkowate. Kultura kalienska rozwijała się w okresie od ok. 11 do 10 tys. lat temu. 